# گایتس (لهستان)
گایتس (به لهستانی:  Gajec) یک روستا در لهستان است که در گمینا ژپین واقع شده‌است. گایتس ۳۰۰ نفر جمعیت دارد.